# Rhytisma fulvum
Rhytisma fulvum är en korallart som först beskrevs av Forskål 1775.  Rhytisma fulvum ingår i släktet Rhytisma och familjen läderkoraller. Inga underarter finns listade i Catalogue of Life.